# Acanthurus xanthopterus

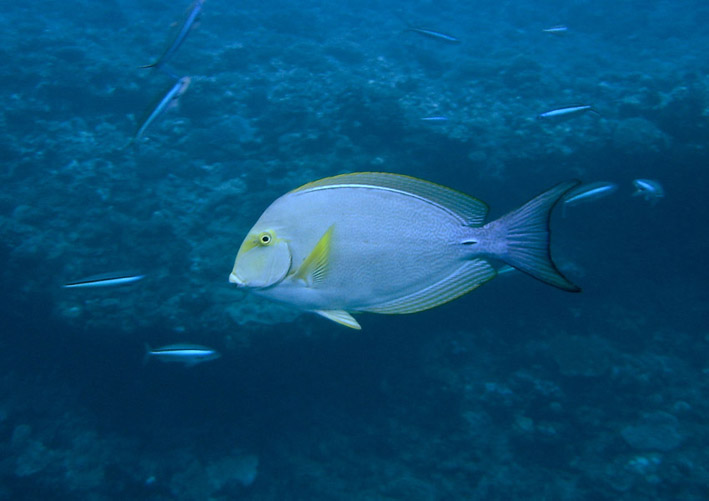
Acanthurus xanthopterus

Acanthurus xanthopterus és una espècie de peix pertanyent a la família dels acantúrids.

## Descripció
- Pot arribar a fer 70 cm de llargària màxima (normalment, en fa 50).
- 8-9 espines i 25-27 radis tous a l'aleta dorsal i 3 espines i 23-25 radis tous a l'anal.
- És de color gris purpuri amb la base de l'aleta caudal blanquinosa i l'aleta caudal purpúria.[3]

## Alimentació
Menja algues (incloent-hi diatomees), detritus, hidrozous i peixos.

## Hàbitat
És un peix marí, associat als esculls i de clima tropical (24 °C-28 °C; 30°N-30°S) que viu entre 1 i 100 m de fondària (normalment, entre 5 i 90).

## Distribució geogràfica
Es troba des de l'Àfrica oriental fins a les illes Hawaii, la Polinèsia Francesa, el sud del Japó, la Gran Barrera de Corall i Nova Caledònia. També és present des del golf de Califòrnia i l'illa Clipperton fins a Panamà i les illes Galápagos.

## Costums
És bentopelàgic.

## Observacions
És verinós.